# Primera Divisió 2016-2017
La Primera Divisió 2016-2017 è stata la 22ª edizione della massima serie del campionato andorrano di calcio. La stagione ufficiale è iniziata il 18 settembre 2016 e si è conclusa il 21 maggio 2017. L'FC Santa Coloma si è confermato campione di Andorra, vincendo il campionato per la decima volta nella sua storia. L'Ordino ed il Jenlai sono stati retrocessi in Segona Divisió.

## Stagione

### Novità
Al termine della passata stagione, il Penya Encarnada, ha chiuso all'ultimo posto ed è stato retrocesso in Segona Divisió. Al suo posto è stato promosso il Jenlai, campione della Segona Divisió 2015-2016.

Dopo aver chiuso al settimo posto, l'Ordino, è stato retrocesso dalla Primera Divisió, avendo perso nel play-out contro il Penya Encarnada, secondo classificato in Segona Divisió 2016-2017.

### Formula
Al campionato, diviso in una fase di stagione regolare e in una fase di play-off, prendono parte otto club. Durante la stagione regolare le squadre si affrontano tre volte per un totale di 21 partite.
Al termine di questa fase le prime quattro classificate disputano fra loro un girone di play-off con gare di andata e ritorno.
Le ultime quattro classificate del campionato si affrontano invece fra loro in un girone di play-out per stabilire le due retrocessioni: l'ultima classificata è retrocessa direttamente in Segona Divisió mentre la penultima sfida la seconda classificata del campionato di Segona Divisió per ottenere l'ultimo posto disponibile nella massima serie.
Le squadre qualificate alle coppe europee sono tre: la vincente si qualifica per il primo turno preliminare dell'UEFA Champions League 2017-2018, la seconda classificata e la vincitrice della Copa Constitució 2016-2017 si qualificano per il primo turno preliminare della UEFA Europa League 2017-2018.

## Squadre partecipanti
| Squadra         | Città              | Stadio                            | Stagione precedente         |
| --------------- | ------------------ | --------------------------------- | --------------------------- |
| Encamp          | Encamp             | Estadi Comunal d'Aixovall         | 6º posto in Primera Divisió |
| Engordany       | Escaldes-Engordany | Estadi Comunal d'Aixovall         | 5º posto in Primera Divisió |
| FC Santa Coloma | Santa Coloma       | Estadi Comunal d'Aixovall         | Campione d'Andorra          |
| Jenlai          | Escaldes-Engordany | Estadi Comunal d'Aixovall         | 1º posto in Segona Divisió  |
| Lusitans        | Andorra la Vella   | Estadi Comunal d'Andorra la Vella | 4º posto in Primera Divisió |
| Ordino          | Ordino             | DEVK-Arena                        | 7º posto in Primera Divisió |
| Sant Julià      | Aixovall           | Estadi Comunal d'Aixovall         | 2º posto in Primera Divisió |
| UE Santa Coloma | Santa Coloma       | Estadi Comunal d'Aixovall         | 3º posto in Primera Divisió |

## Classifica
|  | Pos. | Squadra         | Pt | G  | V  | N | P  | GF | GS | DR  |
|  | ---- | --------------- | -- | -- | -- | - | -- | -- | -- | --- |
|  | 1.   | FC Santa Coloma | 48 | 21 | 15 | 3 | 3  | 44 | 14 | +30 |
|  | 2.   | Sant Julià      | 44 | 21 | 13 | 5 | 3  | 49 | 16 | +33 |
|  | 3.   | UE Santa Coloma | 44 | 21 | 11 | 6 | 4  | 54 | 22 | +32 |
|  | 4.   | Lusitans        | 39 | 21 | 7  | 3 | 4  | 40 | 20 | +20 |
|  | 5.   | Engordany       | 30 | 21 | 8  | 6 | 7  | 35 | 27 | +8  |
|  | 6.   | Encamp          | 15 | 21 | 4  | 3 | 14 | 18 | 31 | -13 |
|  | 7.   | Ordino          | 12 | 21 | 3  | 3 | 15 | 24 | 49 | -25 |
|  | 8.   | Jenlai          | 1  | 21 | 1  | 1 | 19 | 10 | 95 | -85 |

Legenda:
      Ammesse ai play-off
      Ammesse ai play-out
Note:
Tre punti a vittoria, uno a pareggio, zero a sconfitta.
La classifica viene stilata secondo i seguenti criteri:
- Punti conquistati
- Punti conquistati negli scontri diretti
- Differenza reti negli scontri diretti
- Reti realizzate negli scontri diretti
- Differenza reti generale
- Reti totali realizzate

## Seconda fase
Le squadre mantengono i punti conquistati nella prima fase.

### Play-off

#### Classifica finale
|                    | Pos. | Squadra         | Pt | G  | V  | N | P | GF | GS | DR  |
| ------------------ | ---- | --------------- | -- | -- | -- | - | - | -- | -- | --- |
| Andorra (bandiera) | 1.   | FC Santa Coloma | 60 | 27 | 18 | 6 | 3 | 57 | 21 | +36 |
|                    | 2.   | Sant Julià      | 50 | 27 | 14 | 8 | 5 | 55 | 23 | +32 |
|                    | 3.   | UE Santa Coloma | 48 | 27 | 14 | 6 | 7 | 62 | 34 | +28 |
|                    | 4.   | Lusitans        | 48 | 27 | 13 | 9 | 5 | 49 | 30 | +19 |

Legenda:
      Campione di Andorra e ammessa alla UEFA Champions League 2016-2017
      Ammessa alla UEFA Europa League 2016-2017
Note:
Tre punti a vittoria, uno a pareggio, zero a sconfitta.
La classifica viene stilata secondo i seguenti criteri:
- Punti conquistati
- Punti conquistati negli scontri diretti
- Differenza reti negli scontri diretti
- Reti realizzate negli scontri diretti
- Differenza reti generale
- Reti totali realizzate

#### Risultati
|                 | FCS | Lus | SJu | UES |
| --------------- | --- | --- | --- | --- |
| FC Santa Coloma | ––– | 1-1 | 1-1 | 1-0 |
| Lusitans        | 1-4 | ––– | 1-0 | 3-3 |
| Sant Julià      | 3-3 | 0-0 | ––– | 0-1 |
| UE Santa Coloma | 1-3 | 2-3 | 1-2 | ––– |

### Play-out

#### Classifica finale
|  | Pos. | Squadra   | Pt | G  | V  | N | P  | GF | GS  | DR   |
|  | ---- | --------- | -- | -- | -- | - | -- | -- | --- | ---- |
|  | 1.   | Engordany | 36 | 27 | 10 | 6 | 11 | 46 | 39  | +7   |
|  | 2.   | Encamp    | 27 | 27 | 8  | 3 | 16 | 45 | 37  | +8   |
|  | 3.   | Ordino    | 27 | 27 | 8  | 3 | 16 | 45 | 56  | -11  |
|  | 4.   | Jenlai    | 4  | 27 | 2  | 1 | 24 | 18 | 137 | -119 |

Legenda:
 Ammessa allo spareggio promozione-retrocessione
      Retrocessa in Segona Divisió 2016-2017
Note:
Tre punti a vittoria, uno a pareggio, zero a sconfitta.
La classifica viene stilata secondo i seguenti criteri:
- Punti conquistati
- Punti conquistati negli scontri diretti
- Differenza reti negli scontri diretti
- Reti realizzate negli scontri diretti
- Differenza reti generale
- Reti totali realizzate

#### Risultati
|           | Enc | Eng | Jen  | Ord  |
| --------- | --- | --- | ---- | ---- |
| Encamp    | ––– | 2-0 | 15-1 | 3-1  |
| Engordany | 2-0 | ––– | 8-2  | 0-3  |
| Jenlai    | 0-5 | 3-1 | –––  | 3-10 |
| Ordino    | 2-1 | 2-0 | 3-0  | –––  |

### Spareggio
Lo spareggio per un posto in Primera Divisió viene giocato tra la terza classificata dei play-out (Ordino) e la seconda classificata ai play-off promozione della Segona Divisió (Penya). Il Penya è stata promossa in Primera Divisió dopo aver vinto la partita di ritorno, ribaltando la sconfitta nella partita di andata
|                 |       |                 | Città e data                       |
| --------------- | ----- | --------------- | ---------------------------------- |
| Penya Encarnada | 0 - 2 | Ordino          | Escaldes-Engordany, 28 maggio 2017 |
| Ordino          | 1 - 5 | Penya Encarnada | Escaldes-Engordany, 31 maggio 2017 |

## Verdetti finali
- FC Santa Coloma (1º classificato) Campione d'Andorra e qualificato al primo turno preliminare della UEFA Champions League 2017-2018.
- Sant Julia (2º classificato) e UE Santa Coloma (4º classificato e vincitore della Copa Constitució 2016–2017) qualificati al primo turno preliminare della UEFA Europa League 2017-2018.
- Jenlai (8º classificato) e Ordino (squadra perdente play-out) retrocessi in Segona Divisió.